# Herbst des Mittelalters
Herbst des Mittelalters ist der Titel eines Werks des niederländischen Historikers Johan Huizinga über die flämisch-burgundische Kultur im 14. und 15. Jahrhundert. Das Buch erschien 1919 unter dem niederländischen Originaltitel Herfsttij der Middeleeuwen und auf Deutsch erstmals im Jahr 1924. Es wurde mehrfach neu aufgelegt und erschien 1941 als Ausgabe letzter Hand. Das Werk wurde zu einem Klassiker der Kulturgeschichte, ist in zahlreiche Sprachen übersetzt und hatte eine große Wirkungsgeschichte. In Deutschland erschien es 2006 in der 12. Auflage im Alfred Kröner Verlag sowie 2018 in einer Neuübersetzung.
Die Aussagen und Befunde des Werks sind über die Region Flanderns und Burgunds hinaus bedeutsam, da ähnliche Stimmungen und Strömungen im deutschen Spätmittelalter u. a. von Walther Rehm und – wenngleich mit anderem methodischen Ansatz und stark nationalistischer Orientierung – von Rudolf Stadelmann nachgewiesen wurden.

## Vorgeschichte und methodischer Ansatz
Huizinga war stark beeindruckt von der Ausstellung Les Primitifs Flamands à Bruges im Jahr 1902 über die sog. primitive flämische Malerei des späten 14. und frühen 15. Jahrhunderts in Brügge, namentlich von den Bildern Jan van Eycks, über den er ein Buch zu schreiben begann. Aus dessen Anfängen entwickelte sich der Herbst des Mittelalters. Während er daran arbeitete, orientierte er sich von der Sprachwissenschaft weg und zur (Kultur-)Geschichte hin. Etwa 1907 hatte Huizinga die Erkenntnis, dass das späte Mittelalter „nicht Ankündigung eines Kommenden, sondern ein Absterben dessen, was dahingeht“ sei, was den damaligen Erkenntnissen durchaus zuwiderlief. Die Kultur dieser Zeit sei nicht die „Adventszeit der Renaissance“; das gelte nicht nur für Künstler, sondern auch für Dichter und Theologen.

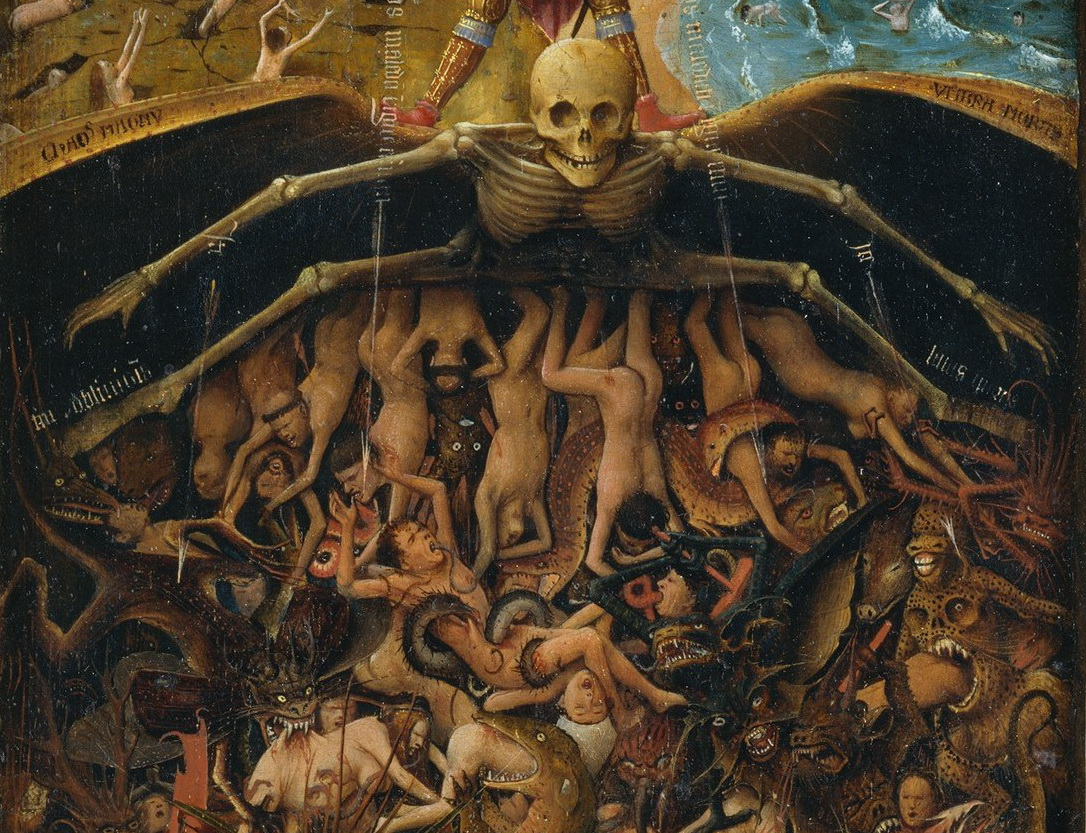
Jan van Eyck: Kreuzigung und Jüngstes Gericht (Diptychon, Ausschnitt), ca. 1430/40, Metropolitan Museum of Art, New York

Mit dieser These geriet er in Widerspruch zu Jacob Burckhardt, der in seinem Werk „Die Kultur der Renaissance in Italien“ in der Kultur der Renaissance eine moderne, stark säkular geprägte Erscheinung sah. Huizinga sah Burckhardts Fixierung auf das italienische Quattrocento kritisch. Wegen dieser habe er das spätmittelalterliche Leben in anderen Ländern vernachlässigt. Dieses sei jedoch nicht grundsätzlich verschieden von dem Italiens des 15. Jahrhunderts gewesen.
Die Kritik an Burckhardts Verständnis einer frühen „Blüte“ der Moderne schlägt sich in Huizingas Werk und vor allem in der Wahl der „Herbst“-Metapher nieder. Diese suggeriert im Gegensatz zu der nicht zuletzt unter Burckhardts Einfluss verbreiteten Annahme eines „Goldenen Zeitalters“ eine Nachblüte und einen anschließenden kulturellen Niedergang der vorhergehenden Epoche.
Huizingas bildhaftes Denken, sein morphologischer Ansatz, der ihn nach der inneren Homogenität von Kulturen und Epochen suchen ließ, zeigt gewisse Parallelen zu Oswald Spenglers Werk Der Untergang des Abendlandes. Allerdings teilte er nicht dessen Fatalismus und biologistisch-rassentheoretische Grundannahmen. Auch war Huizinga die Problematik der Herbstmetapher bewusst: Sie solle nur die „Stimmung des Ganzen“ wiedergeben, das Transitorisch-Flüchtige dieser Zeit, steht also nicht für eine Morphologie des Untergangs wie sie Spengler entwirft. Im Unterschied zu Norbert Elias will Huizinga überhaupt keinen teleologisch gerichteten Prozess beschreiben. Auch bleibt die Dynamik der politischen Kräfte weitgehend außerhalb des Horizonts des Werkes.

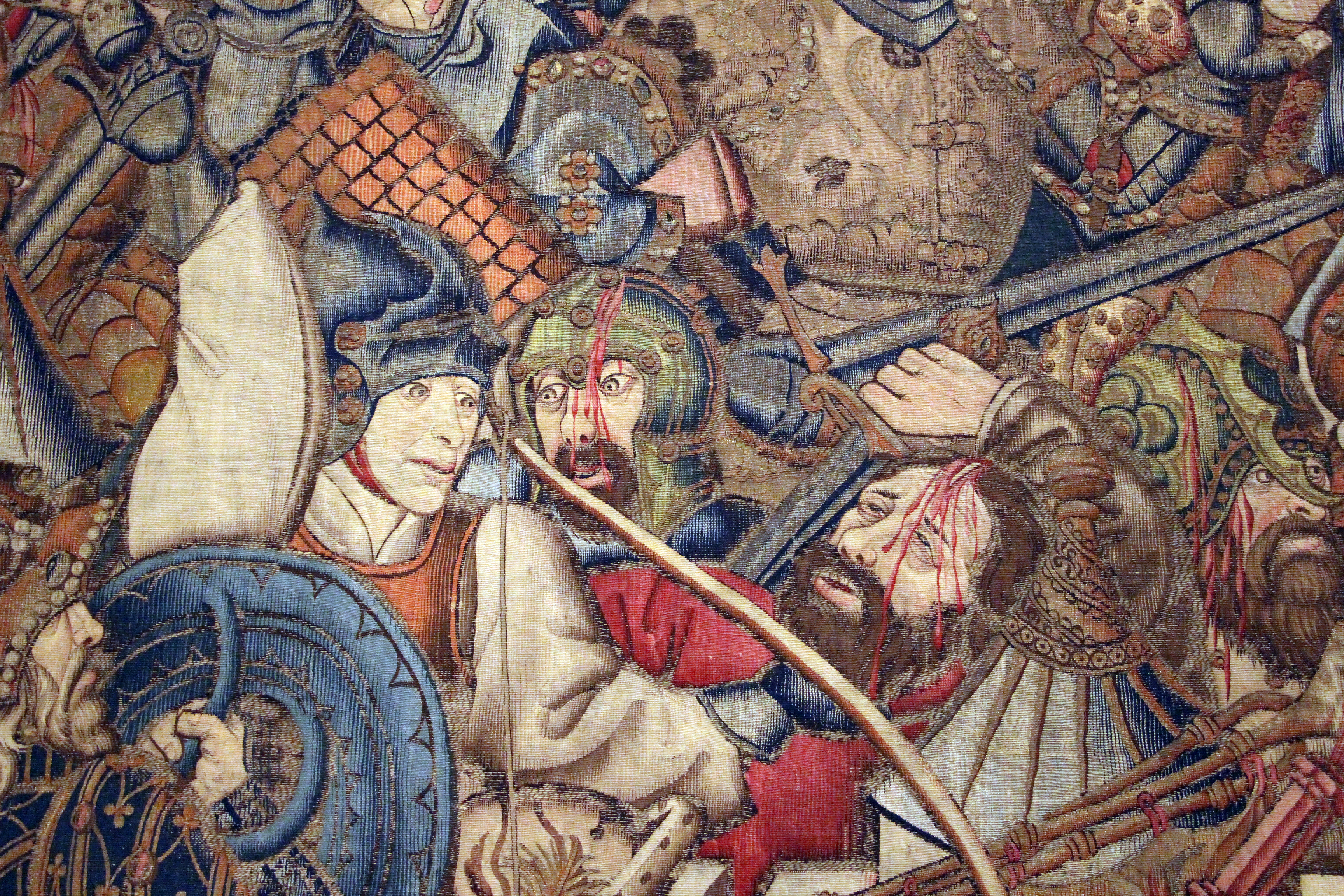
Wandteppich mit Illustration aus dem Alexanderroman, dem neben der Bibel beliebtesten Buch des 15. Jahrhunderts, das die Ritterkultur in die hellenistische Vergangenheit projizierte. Tournai, ca. 1460

Implizit grenzte sich Huizinga allerdings von dem Kulturhistoriker Karl Lamprecht ab, dessen Verwendung von Epochen- und Leitbegriffen er kritisierte: Historische Leitbegriffe seien immer der konkreten Interpretation untergeordnet; Epochen grenzten sich nicht durch Jahreszahlen ab, relevant seien vielmehr vor allem ihre längerdauernden Auswirkungen. Lamprechts psychologisch-materialistische Interpretation kultureller Phänomene akzeptierte Huizinga nur für die Handlungsmotive von Einzelpersonen. Aber auch diese ließen sich in feudalen Zeiten, in denen Habgier mangels beweglichen Reichtums erst allmählich als eine der wichtigsten Todsünden angesehen wurde, eher aus düsterer Rachgier, Machtgier und verletztem Hochmut herleiten. Der Hochmut und die Ruhmsucht gingen zwar in Form der Verschwendung eine Ehe mit der wachsenden Habgier einher. Zwar sei im Konflikt zwischen den Häusern Orléans und Burgund die Blutrache nicht der einzige, aber ein entscheidender Faktor gewesen.
Der Kulturwissenschaftler Franz Arens setzte sich wie wenige andere mit der Methode Huizingas auseinander. Er sah in Huizinga einen idealistischen Geist, der gegen die Windmühlenflügel der politischen und ökonomischen Erklärungsansätze und die Dominanz der entsprechenden Urkunden kämpfe, die nichts vom „Unterschied im Lebenston, der uns von jenen Zeiten trennt“, verrate, während die meisten Historiker den von Huizinga genutzten Typ narrativer und bildhafter Quellen noch ignorierten.
Christoph Strupp sieht anders als der Geschichtsphilosoph Frank Ankersmit in der Methode Huizingas nur auf den ersten Blick eine Verwandtschaft zum postmodernen Wissenschaftsverständnis, das Geschichte auf Metaphern und Formen reduziert. Tatsächlich trenne ihn sein Wahrheitsethos und die von ihm hochgeschätzte kulturelle Bedeutung der Geisteswissenschaften von der postmodernen Wissenschaft.

## Inhalt

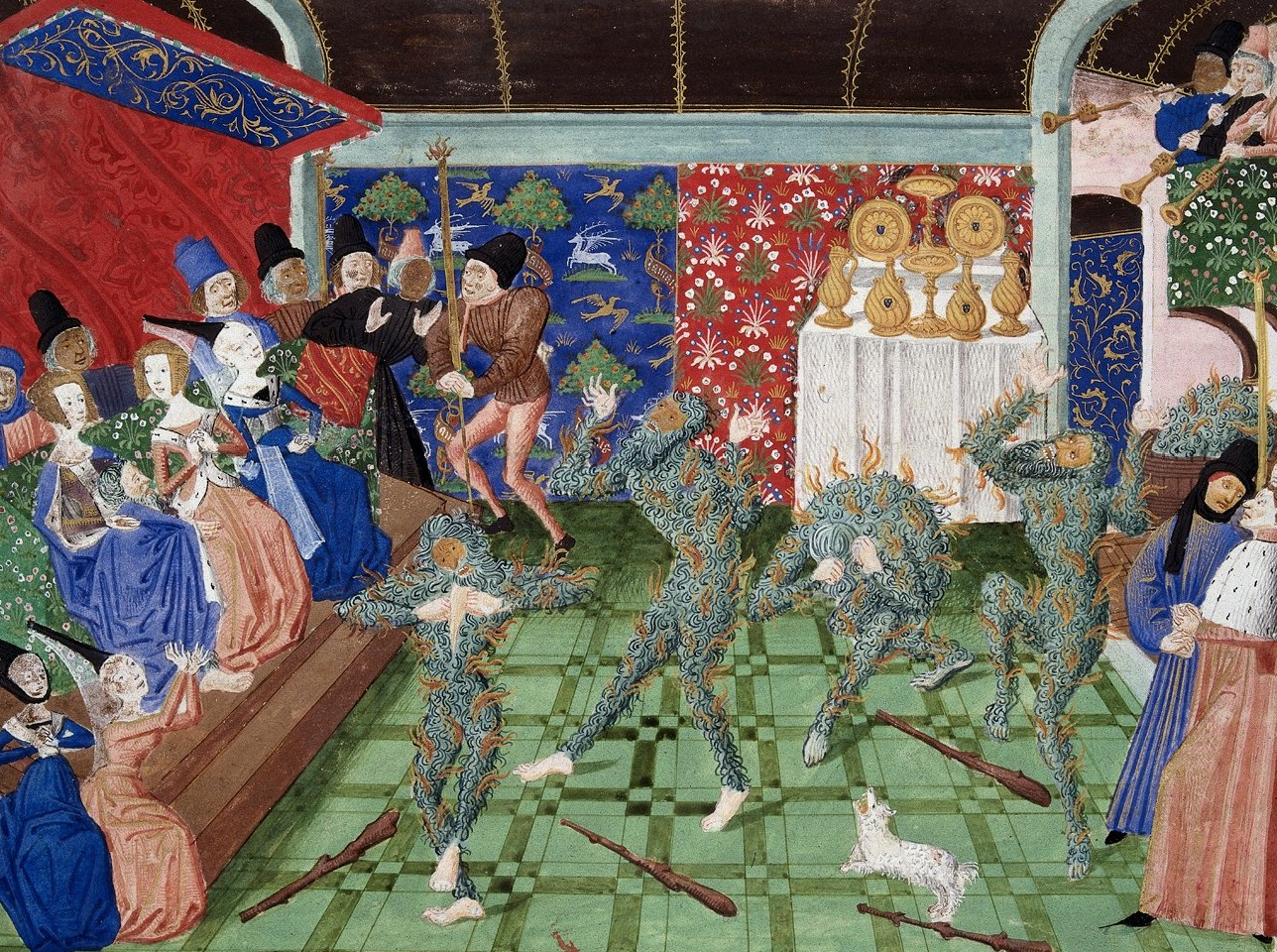
Der Ball der Brennenden am Hofe Karl VI. von Frankreich in einem Manuskript der Chronik von Jean Froissart (Brügge 1483). Einer der brennenden Tänzer ist in ein Weinfass gestiegen. Nach dem Brand verfällt der geistesgestörte König in Wahnsinn.

Ausgangspunkt des Werkes ist die Diagnose einer hohen „Spannung des Lebens“, einer starken Emotionalisierung der Gesellschaft des späten Mittelalters, die mit einem extremeren Erleben von Glück und Unglück verbunden war, als dies in modernen Zeiten normalerweise der Fall war. Die damalige Zeit erscheint als Epoche extremer Leidenschaften, geprägt von Kriegen, Krankheiten, Unsicherheit und Lebensangst, von Furcht vor den Türken und der Pest, Weltverachtung, Fatalismus, Hysterie und Askese ebenso wie von Genuss- und Prunksucht des Adels. Der „Grundton“ der Geschichte des burgundischen Fürstenhauses, die sich als roter Faden durch das Werk zieht, sei die „Rachgier“; diese sei das Motiv für zahlreiche Parteienkämpfe, hinter denen keine ökonomischen Ursachen erkennbar seien, sondern ein weitgehend noch heidnisches Rechtsempfinden, wonach jede Tat ihre Vergeltung nach sich ziehen muss. Hingegen verschwand die Vorstellung von der Sühnbarkeit aller Verbrechen, da in jedem Verbrechen ein Angriff auf die Majestät Gottes gesehen wurde.
Alles vollzog sich lärmend im Licht der Öffentlichkeit: Religiöse Rituale und Sakramente, Prozessionen und Glockengeläut, Sakrilege (wie der Bal des Ardents), barbarische Hinrichtungen, die man mit perverser Lust oder „tierischem, abgestumpften Ergötzen“ verfolgte, grausamste Härte gegen Bedürftige, Behinderte und Geisteskranke sowie feudale Prunksucht ebenso wie grenzenlose Rührung, öffentliche Predigten gegen den Luxus, reuevolle Abkehr, Massenbeichten und Bußübungen waren allgegenwärtig. Fürstentreue und Parteigefühle lösten stärkste Emotionen aus. Das Leben war farbiger und erregender, die allgemeine „Reizbarkeit“ größer als heute, die „Bereitschaft zu Tränen“ allgegenwärtig, was Huizinga mit zahlreichen charakteristischen Episoden zu belegen sucht:

„Als der berühmte Olivier Maillard 1485 zu Orléans die Fastenpredigten abhielt, kletterten dort so viele Menschen auf die Dächer der Häuser, dass der Schieferdecker nachher 64 Tage für Wiederherstellungsarbeiten in Rechnung stellte.“

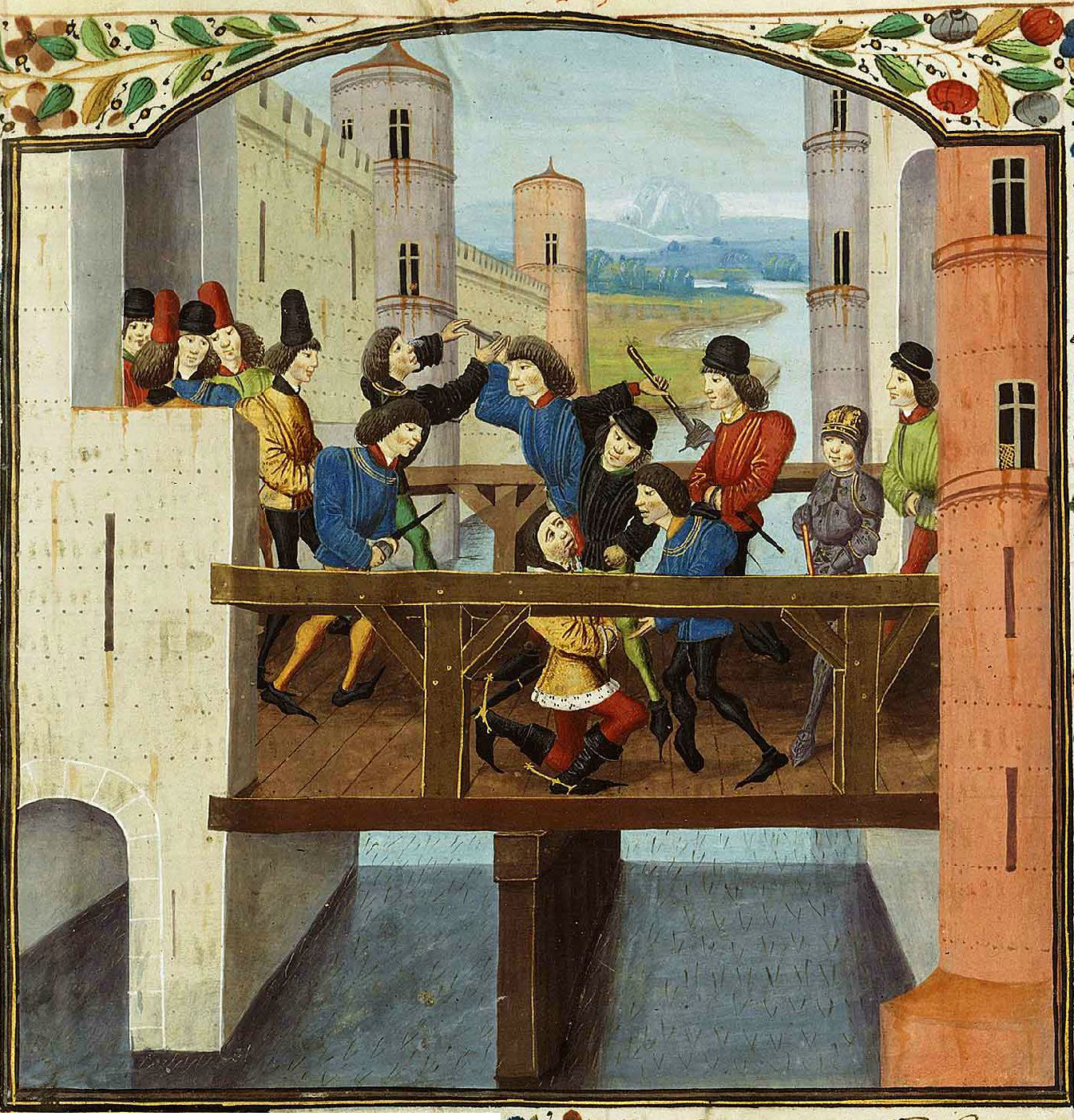
Die Ermordung des burgundischen Herzogs Johann Ohnefurcht in Paris, Maître de la Chronique d’Angleterre, Brügge (ca. 1470/80)

Im mentalitätsgeschichtlichen Kontext spielte die verfeinerte spätgotische religiöse und weltliche Kunst eine wichtige, emotional tief ergreifende Rolle; sie diente einerseits der religiösen und weltlichen Erbauung und Prunkentfaltung, andererseits der Flucht aus der gottgegebenen harten Lebenswirklichkeit vor allem der unteren Schichten, gab es doch für Armut, Krankheit, Kälte, Dunkelheit kaum Linderung. Die Welt der unteren Schichten war eine des Elends, des Rausches und der Wundergläubigkeit. Die höfische Gesellschaft hingegen formte ihre Emotionen stilvoll aus; ihre elaborierten Rituale und ihre romantischen Idyllen bildeten einen Schutzschild gegen die zunehmende Gewalt und Brutalität der Gesellschaft, aber gelegentlich fielen auch die Träger der höfischen Kultur in barbarische Verhaltensweisen zurück oder wandten sich enttäuscht von der „feigen, erbärmlichen und schlaffen“ Welt ab wie der Modedichter am französischen Hof Eustache Deschamps.
Während das Volk im „Schlendrian einer ganz veräußerlichten Religion“ lebte und es bei Prozessionen zu Unschicklichkeiten und Trinkgelagen kam, nährten Enthusiasten wie Dionysius der Kartäuser mit seiner Herz-Jesu-Verehrung den Hang zur Mystik, der die Rückkehr zu einem präintellektuellen Seelenleben und die Weltverleugnung förderte.

„Der Rat von Straßburg ließ jährlich 1100 Liter Wein denjenigen ausschenken, die im Münster die Sankt-Adolfs-Nacht „wachend und im Gebet“ zubrachten.“

Noch waren auch die Heiligen im Alltag präsent und nicht entrückt; das am Stofflichen haftende Volk bemächtigte sich ihrer auch in physischer Form.

„Gelegentlich eines Festes verteilt Karl VI. Rippen seines Ahnen, des heiligen Ludwig [...], die Prälaten bekommen ein Bein zur Verteilung, die sie dann auch nach der Mahlzeit vornehmen.“

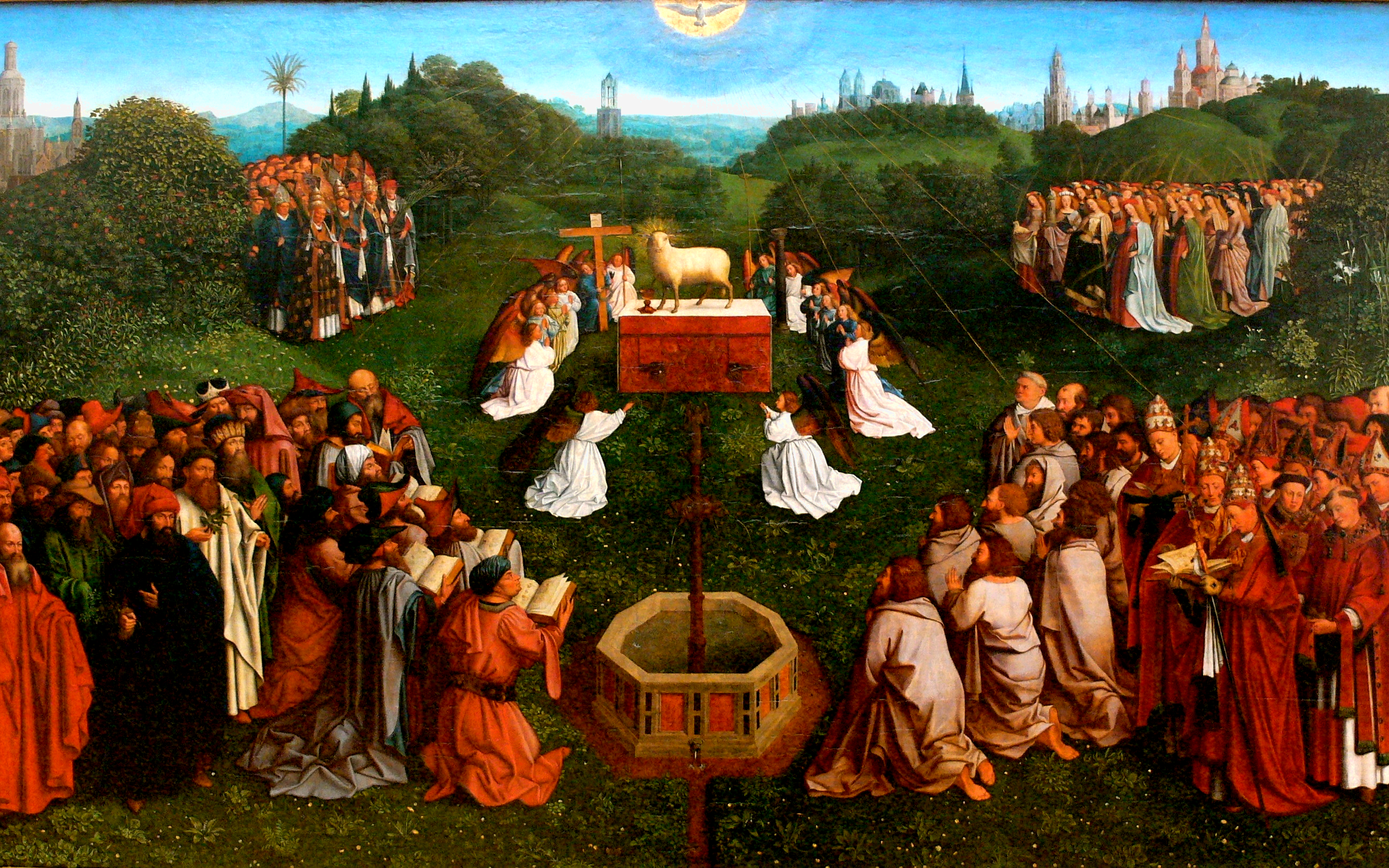
Mittelteil des Genter Altars: Die Anbetung des Lamms Gottes von Jan van Eyck (und Hubert van Eyck?), 1432 oder 1435

Das Bild dieser äußerst farbenreichen, von brutaler Gewalt und permanenter Todesfurcht, aber auch Weltverleugnung und von der „Sehnsucht nach schönerem Leben“ – wenigstens im Traum – beherrschten spätmittelalterlichen Kultur wird von Huizinga anschaulich, ja suggestiv ausgebreitet. Sie wird vor allem von der Kirche dominiert, hat jedoch keine befreiende, sondern eine entwicklungshemmende Wirkung; ihre Kehrseiten sind der Verlust der Bindung an die Vernunft, extremer Subjektivismus, Originalitätswahn und kollektive Selbstenthemmung. Der Optimismus der Renaissance war der Epoche fremd.
Eine zentrale Rolle in der Epoche spielt der Niedergang des Rittergedankens. Huizinga zeigt, wie in einer verfeinerten Kunst und Literatur, in glanzvollen höfischen Zeremonien am Hofe von Burgund, in religiösen Ritualen wie in pastoralen Idyllen diese allgemeine Sehnsucht nach schönerem Leben zum Ausdruck kommt, während doch gleichzeitig das aristokratische Ritter- und Liebesideal und die Träume von Heldentum längst zur Illusion verkommen sind: Die ritterliche Welt hat schon zur Zeit Karls des Kühnen ihre militärische Bedeutung wie ihre ethischen Ideale verloren; der Zweikampf ist der Technik des Anschleichens und Überrumpelns gewichen. Die Ritterwelt wird so zu einer idyllischen Märchenwelt, sie wird erträumt. „Das Rittertum nimmt die Dinge umso ernster, je unwirklicher sie zu werden drohen [...] In dieser Welt werden die Dinge noch einmal nach ihrer Bedeutung, nicht nach ihrem Sein befragt. Auf dem Turnierplatz verteidigt sich der Symbolismus des Mittelalters gegen den Realismus der Neuzeit.“

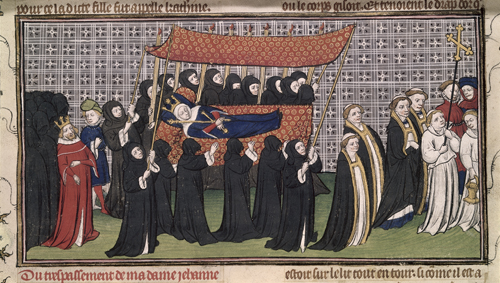
Begräbnis der Johanna von Bourbon, Chronik, Ende 14. Jahrhundert

Entsprechend unterliegt das Denken der Zeit einem tiefgreifenden Wandel. Hinter dem von Karl Lamprecht so genannten „Typismus“ des mittelalterlichen Denkens verberge sich nicht das „Unvermögen, die Besonderheit der Dinge zu sehen“, sondern die Aufgliederung der ganzen Welt und ihre Einordnung in Hierarchien von Begriffen. In der Malerei und Literatur dominiert eine Tendenz zur „unbegrenzten Ausarbeitung des Details“. So ziehen auf den Tafeln des Genter Altars profane Gegenstände die gleiche Bewunderung auf sich wie die religiöse Symbolik: Alles ist wesentlich, es gibt keinen Unterschied zwischen dem Sujet und dem Beiwerk. Der Grundzug des mittelalterlichen Geistes, der darin aufscheint, ist für Huizinga sein „übermäßig visueller Charakter“, eine Kehrseite ist die „Verkümmerung des Gedankens“.
Das komplexe, letztlich anthropomorphe symbolische Denken des Mittelalters ufert gegen Ende der Epoche zu einem schematischen System der Bedeutungen aus, in dem alles mit allem durch Analogie verbunden ist; die wohlstrukturierte Symbolwelt wird abgelöst durch ein stark vergröbertes bildhaft-allegorisches Denken der unteren Schichten einerseits, das die oberflächliche Einbildungskraft bedient, und das Aufblühen des konkret-realistischen Denkens der Renaissance und der Kaufleute andererseits. Die Träger des Neuen sind aber nicht die Vertreter der Latinität und der pompösen Rhetorik, die zu einem Spiel der Gebildeten wird, sondern die davon Unbefangenen, also etwa Poeten wie François Villon.

## Rezeption
Übersetzungen erschienen 1924 in deutscher Sprache und in Englisch, 1927 in schwedischer, 1930 in spanischer, 1932 in französischer, 1937 in ungarischer, 1940 in italienischer, 1951 in finnischer, 1961 in polnischer, 1962 in portugiesischer, 1970 in rumänischer und 1988 in russischer Sprache. Diskutiert wurde immer wieder die Frage, ob der „Herbst“ eine geeignete Metapher für die Epoche darstelle, also ob es sich eher um eine Phase frühbürgerlichen Aufbruchs oder um eine der spätfeudalen Dekadenz und einer verfallenden Ritterkultur handle. Auch Fragen der Epochengrenze zwischen Mittelalter und Renaissance wurden aufgeworfen, wobei das Werk offenbar zu einem verbesserten Verständnis der einzelnen Entwicklungsschritte der spätmittelalterlichen und frühen Renaissancekultur beitrug.
Diskutiert wurde auch, ob und wie weit sich Huizinga mit seinem spekulativ-interpretierenden Ansatz von den Quellen entfernt habe. Kritisch angemerkt wurde gelegentlich, dass er keinen hinreichenden Einblick in die deutschen Verhältnisse gehabt habe. Viele deutsche Forscher fühlten sich jedoch von dem Werk stark angezogen. Walther Rehm, der von Huizingas Arbeiten begeistert war, attestierte ihm, dass die Kultur des spätmittelalterlichen Deutschlands große Parallelen zu der Kultur Flanderns und Burgunds aufweise. Friedrich Baethgen urteilte, Huizinga habe die „allgemeine Signatur der Zeit“ erfasst. Gerhard Ritter kritisierte hingegen, dass die von Huizinga erfasste „weltschmerzliche Stimmung“ des untergehenden Rittertums „kein Beleg für eine mittelalterliche Weltuntergangsstimmung schlechthin“ sei. Andere Autoren warfen Huizinga eine zu starke Fixierung auf die Kultur des französischen bzw. burgundischen Hofes, unklare Begriffsbildung sowie die unscharfe territoriale Abgrenzung des untersuchten Raumes vor. So entlehnt er seine Beispiele gelegentlich aus der englischen, italienischen oder deutschen Geschichte dieser Zeit oder geht bis auf das Jahr 1000 zurück. Franz Ahrens hielt aufgrund seiner Kenntnisse des Quattrocento in Westeuropa den Titel des Buches jedoch für berechtigt.
Eine dezidiert kulturkritische Deutung, wonach Huizinga das späte Mittelalter aus der Perspektive neuzeitlicher Kulturkritik – z. B. unter dem Eindruck der Untergangsstimmung der 1930er Jahre – betrachtet habe, wie Franz Schnabel nahelegte, hält Christoph Strupp für unbegründet. Jedoch werden häufig Parallelen der von Huizinga untersuchten Epoche zur Kultur des Fin de Siècle (etwa 1890 – 1914) gezogen, einer Zeit, in der das (vor allem späte) Mittelalter überschwänglich geliebt, idyllisiert, aber zugleich als sterbende Epoche angesehen wurde. Das gilt wohl auch für Huizinga selbst, der das Goldene Zeitalter der Niederlande als Kontrast zum Spätmittelalter in Burgund und Flandern vor Augen hatte.
Die Entwicklung der Geschichtswissenschaft speist sich seit einigen Jahrzehnten immer stärker aus Anregungen, die aus anderen Disziplinen kommen: aus kultur-, literatur-, kunstwissenschaftlichen oder anthropologischen Theorien. Für diese Entwicklung kann das Werk Huizingas als wegweisend gelten. Das gilt insbesondere für seinen Einfluss auf die Annales-Schule, die sich von der Ereignisgeschichte abwendete. Ihr Begründer Marc Bloch lobte ausdrücklich die Methodologie Huizingas. Er sieht das Werk als wegweisenden Beitrag zur historischen Psychologie des Kollektivs, das allerdings bei aller Sensibilität für die mentalen Differenzen zwischen dem Mittelalter und der Neuzeit die Klassenunterschiede vernachlässige.
Erich Auerbach beschäftigte sich immer wieder – auch während seines Aufenthalts in der Türkei – mit den von Huizinga aufgezeigten Phänomenen aus historisch-stilkritischer Perspektive. Das „in der Farbe stark Auftragende des sinnlichen Geschmacks jener Zeit“, die eindringliche Sinnlichkeit des „Prunkstils“ zeige die Präsenz der Ereignisse der Heilsgeschichte im täglichen Leben des Volkes, also in der Tradition des Mittelalters, jedoch mit Anzeichen krasser „Übersteigerung“ und „roher Verkommenheit“. Selbst die Totentänze haben den Charakter von Prozessionen oder Festzügen. Die drastische Realistik der französisch-burgundischen Kultur des 15. Jahrhunderts, die das „dem Leiden und der Vergänglichkeit Unterworfene am Menschen stark heraushebt“, nennt Auerbach „kreatürlich“: Die Unterschiede der Stände würden verwischt durch das gemeinsame Schicksal des kreatürlichen Verfalls. Hieraus erwachse eine neue Form des Realismus, der ein starkes Gegengewicht gegen die humanistische Nachahmung der Antike bilde.
Willem Otterspeer weist auf Gemeinsamkeiten des Kulturverständnisses und der Methode von Huizinga und der der deutschen Romanisten Auerbach, Ernst Robert Curtius und Leo Spitzer in. Für sie sei Kultur ein harmonisches Ganzes, in dem alles mit allem zusammenhänge. Die Einheit einer Kultur könne man, wenn man sie einmal erkannt habe (eine Erkenntnis, die oft eine Epiphanie gleichkomme), in jedem kleinen Detail und vor allem in „Stimmungen“ aufspüren.

## Ausgaben
Niederländisch:
- Herfsttij der Middeleeuwen: Studie over levens- en gedachtenvormen der veertiende en vijftiende eeuw in Frankrijk en de Nederlanden. 1919.
  - Jubiläumsausgabe Leiden 2018, ISBN 978-90-8728-312-4.
  - 21. Auflage Amsterdam, Antwerpen 1997, ISBN 90-254-9625-3.
  - Ausgabe in den Gesammelten Werken 1949 Teil 3 dbnl.

Deutsch:
- Herbst des Mittelalters: Studien über Lebens- und Geistesformen des 14. und 15. Jahrhunderts in Frankreich und in den Niederlanden. Hrsg. von Kurt Köster. Deutsch von T. Wolf-Mönckeberg. Drei Masken Verlag München 1924 (UB Heidelberg). Verbesserte Neuauflagen 1928 und 1930 (letztere im Kröner Verlag).
- Herbst des Mittelalters: Studien über Lebens- und Geistesformen des 14. und 15. Jahrhundert in Frankreich und in den Niederlanden. Nach der Ausgabe der letzten Hand von 1941 hrsg. von Kurt Köster. Alfred Kröner Verlag, Stuttgart 1987.
  - Taschenbuchausgabe: 12. überarb. und neu eingeleitete Auflage Stuttgart 2006, ISBN 978-3-520-20412-7.
- Herbst des Mittelalters: Studie über Lebens- und Gedankenformen  des 14. und 15. Jahrhunderts in Frankreich und den Niederlanden. Neuübersetzung. Wilhelm Fink Verlag, 2018. ISBN 978-3-7705-6242-8.